# عثمان حاجبايوف
عثمان إسماعيل أوغلو حاجبايوف (بالأذرية: Osman Hacıbəyov) – ممثل مسرحي أذربيجاني، حائز على لقب الجدارة في جمهورية أذربيجان الاشتراكية السوفيتية (1969).

## حياته
ولد عثمان إسماعيل أوغلو حاجبايوف في 18 فبرايير عام 1924 بمدينة شوشا. 
بعد دراسته الثانوية في باكو إلتحق عثمان بمدرسة مسرح أذربيجان الحكومية.
منذ بداية دراسته في مدرسة المسرح، أداء عثمان حاجبايوف في العروض في مسرح المتفرجين الشباب في أذربيجان. 
في 1942 بعد انتهاء دراسته تم إرسال عثمان حاجبايوف عن طريق التعيين كممثل إلى مسرح المتفرجين الشباب في أذربيجان. 
على خدماته في تطويرفن المسرح الوطني فيما يتعلق بالذكرى الخمسين لمسرح المتفرجين الشباب في أذربيجان حصل عثمان حاجبايوف حائز على لقب الجدارة في جمهورية أذربيجان الاشتراكية السوفيتية في 25 ديسمبر عام 1969. 
توفى عثمان حاجبايوف في 14 يونيو عام 1979 في مدينة باكو. 
أقيم معرض مخصص للذكرى التسعين لحائز على لقب الجدارة عثمان حاجبايوف في مسرح المتفرجين الشباب في أذربيجان في 22 أكتوبر عام 2014.

عثمان حاجبايوف هو الشقيق الصغير لملحن أذربيجاني و السوفيتي، قائد أوركسترا سولتان حجيبايوف.